# Émile Faguet
Émile Faguet (n. 17 decembrie 1847, Bourbon-Vendée, Pays de la Loire, Franța – d. 7 iunie 1916, Paris, Franța) a fost un critic și istoric literar francez.
I-a condus doctoratul criticului literar român Eugen Lovinescu.
A scris monografii despre Corneille, Voltaire, Chénier, Zola, La Fontaine, Flaubert și studii privind literatura franceză din perioada secolelor XVI-XIX.
Din anul 1900 a fost membru al Academiei Franceze, iar în 1901 a fost distins cu Legiunea de onoare. 

## Opera
- 1883: Tragedia franceză în secolul al XVI-lea ("La tragédie française au XVI-e siècle");
- 1885: Corneille;
- 1887: Secolul al nouăsprezecelea ("Dix-neuvième siècle");
- 1889/1891: Note despre teatrul contemporan ("Notes sur le théâtre contemporain");
- 1890: Secolul al șaptesprezecelea ("Dix-septème siècle");
- 1890: Secolul al optsprezecelea ("Dix-huitième siècle");
- 1891/1900: Politicieni și moraliști din secolul al XIX-lea ("Politiques et moralistes du XIX-e siècle");
- 1895: Voltaire;
- 1899: Flaubert;
- 1899: Chestiuni politice ("Questions politiques");
- 1902 - 1905: Cuvinte literare ("Propos littéraires");
- 1902: Liberalismul ("Le libéralisme");
- 1903/1910: Însemnări despre teatru ("Propos de théâtre");
- 1904: Citindu-l pe Nietzsche ("En lisant Nietzsche");
- 1906: Anticlericalismul ("L'anticléricalisme");
- 1907: Socialismul în 1907 ("Le socialisme en 1907");
- 1912: Arta de a citi ("L’Art de lire");
- 1911 - 1913: Viața lui Rousseau, lucrarea sa majoră;
- 1913: Scurtă istorie literaturii franceze ("Petite histoire de la littérature française");
- 1923/1936: Istoria poeziei franceze de la Renaștere la romantism ("Histoire de la poésie française de la Renaissance au romantisme").

## Vezi și
- Lista membrilor Academiei Franceze